# Paul Weinberg
Paul Weinberg (* 1956, Jihoafrická republika) je jihoafrický umělec nejznámější jako fotožurnalista, dokumentární fotograf, filmař, spisovatel, kurátor, pedagog a archivář. Známé jsou zejména jeho práce dokumentující současný svět obyvatel San a Khoi ze Severního Kapska, Namibie a jižní Botswany.

## Životopis
Jeho fotografická esej Durban: Portrét afrického města je příkladem nového proudu tvorby, který odmítá omezit zapojení do afrického umění na téma chudoby a násilí, místo toho zobrazuje dynamiku a pestrost života na kontinentu. Jedinečný status Jižní Afriky jako afrického národa s neuvěřitelným bohatstvím a neuvěřitelnou chudobou navíc poskytuje úrodnou půdu pro náročné diskurzy afro-pesimismu a neokolonialistických postojů k Africe. Tento nový pohled se snaží rozbít esencialistické představy o Africe jako bídou a válkou zmítaném kontinentu, čerpajíce z podnětů africké renesance, promítají obrazy každodenního života, kontinentu skutečných a normálních lidí, jejichž životy jsou stejně bohaté a rozmanité jako ostatní. Jako vlivný hlas na kontinentu hraje umělecká tvorba Jižní Afriky klíčovou roli při vytváření nových způsobů představování Afriky, které komplikují zažité představy o „bojujícím“ kontinentu.
V roce 1982 s Cedricem Nunnem, Peterem Mackenziem a Omarem Badshou spoluzaložil agenturu Afrapix, fotografický kolektiv, který zásoboval noviny mimo Jihoafrickou republiku snímky apartheidu.

## Galerie

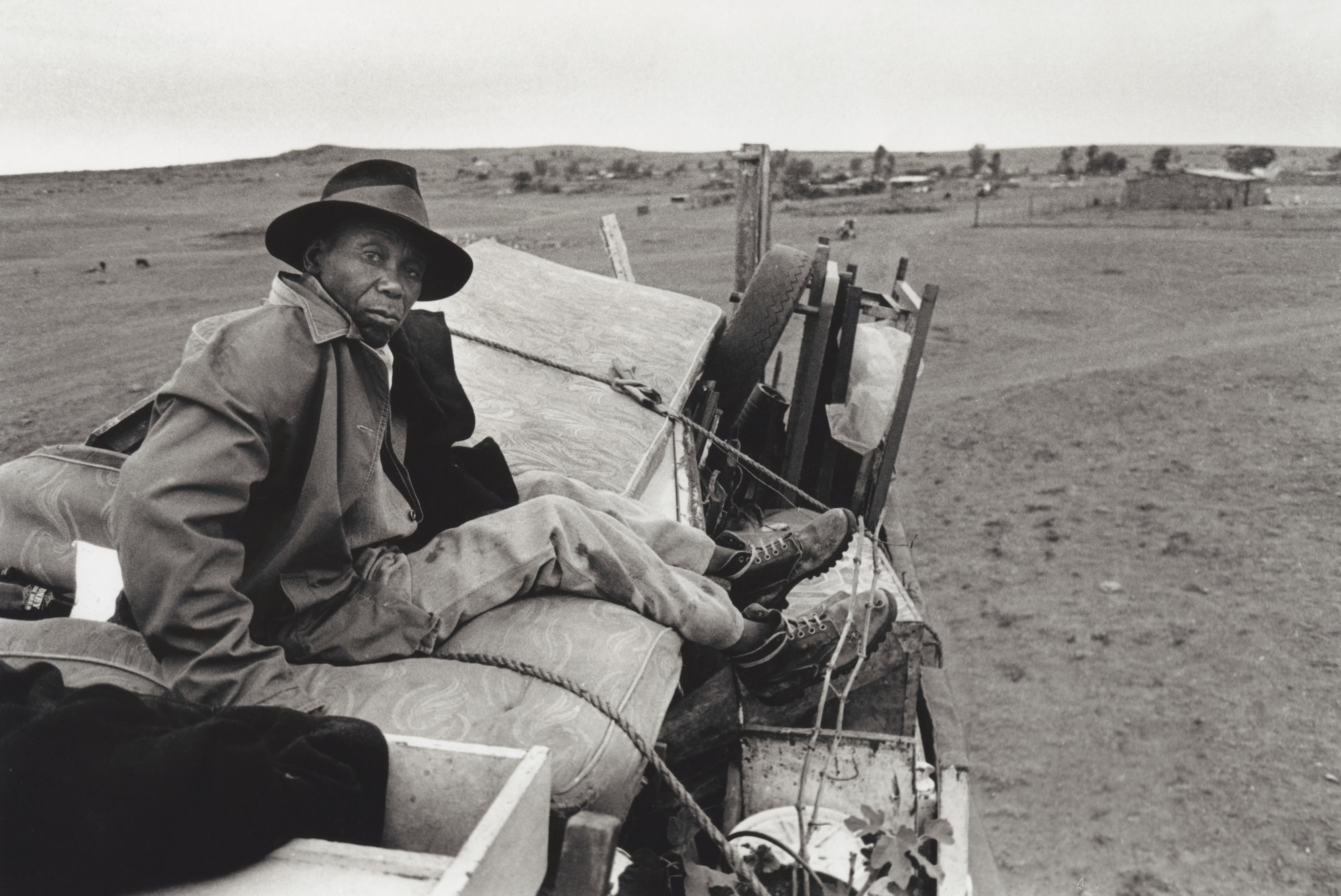
Nucené stěhování během apartheidu, Mogopa, Západní Transvaal, únor 1984. Část sbírky tvořící fotografickou knihu Travelling Light. Kniha a její snímky zachycují začátky fotografů v ulicích Johannesburgu na konci 70. let 20. století a zavedou diváky do současné krajiny jihoafrického venkova.
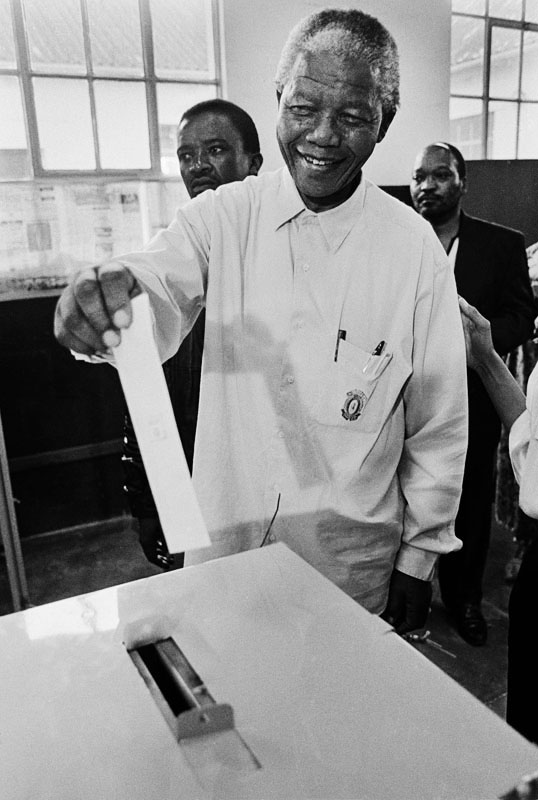
Oficiální fotografie Nelsona Mandely odevzdávajícího svůj hlas ve volbách v roce 1994. Bylo to poprvé, co Mandela mohl ve svém životě volit. Olange School, Inanda, Durban, duben 1994.
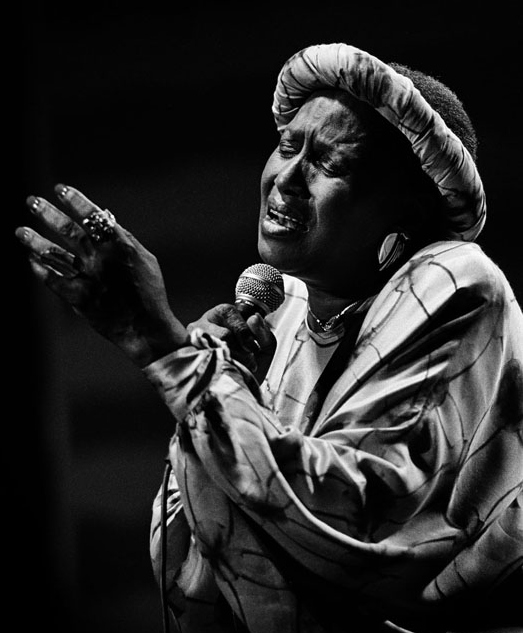
Miriam Makeba, jihoafrická zpěvačka, známá také jako Mama Afrika
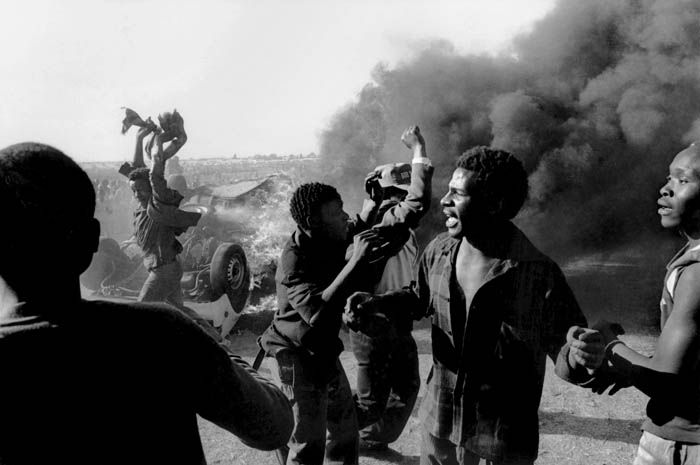
Protest proti apartheidu, JAR, 1980-1990
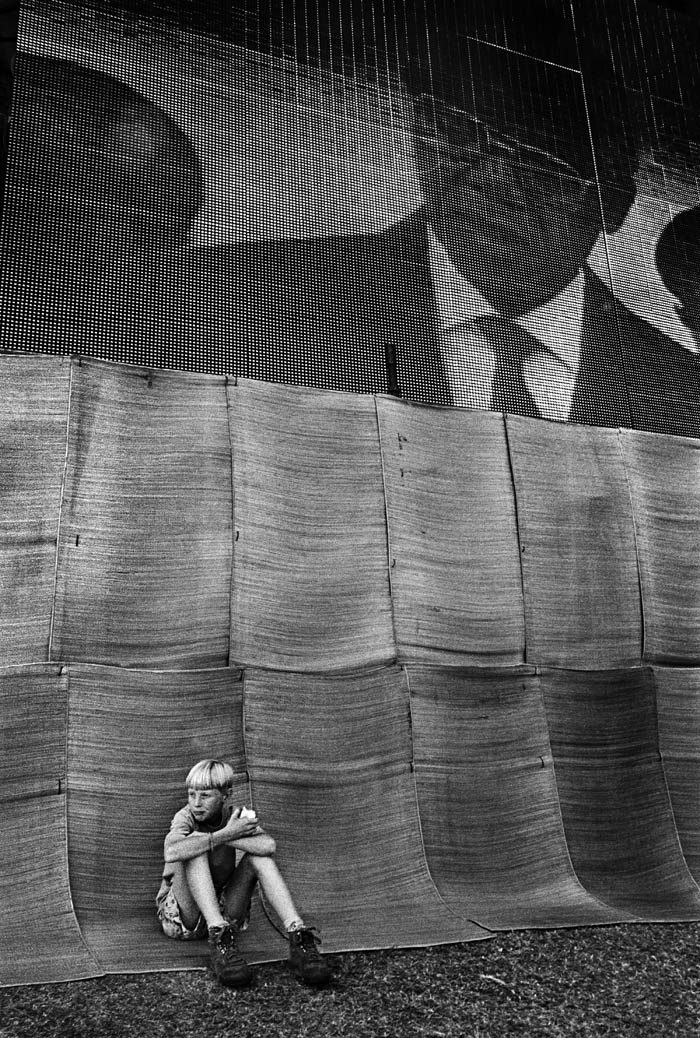
Inaugurace prezidenta Nelsona Mandely, Pretoria, 1994